# Charles Bugbee
Charles G. Bugbee (London, Stratford, 1887. augusztus 29. – London, Edgware, 1959. október 18.) olimpiai bajnok brit vízilabdázó, rendőr.
Az 1912. évi nyári olimpiai játékokon indult vízilabdában és a aranyérmes lett. Az első világháború után is részt vett az 1920. évi nyári olimpiai játékokon a vízilabda tornán és ismét aranyérmet nyert. Utoljára az 1924. évi nyári olimpiai játékokon indult vízilabdában de az első körben kiestek a magyar válogatott ellen.